# Бердинських Крістіна Володимирівна
Крістіна Володимирівна Бердинських (нар. 28 червня 1983, Херсон, Українська РСР, СРСР) — журналістка, авторка гучних розслідувань, відома репортажами з регіонів, що зазнали обстрілів РФ. Одна зі 100 найбільш впливових та надихаючих жінок року за версією BBC.

## Біографія
Народилася в Херсоні. Навчалася у середній школі № 29. Після закінчення школи поїхала до Миколаєва, де вступила на факультет політичних наук гуманітарного інституту Чорноморського національного університету імені Петра Могили. У 2006 році закінчила курс політології у Варшавському університеті. З 2007 року проживає в Києві. 
Майже шість років працювала у журналі «Кореспондент», писала для рубрики «Країна». Звільнилась у кінці листопада 2013 року разом з частиною колективу.
У 2012 році посіла перше місце в конкурсі для журналістів із країн Східного партнерства «Репортери для репортерів». 20 грудня 2013 року Крістіна створила Facebook-сторінку «Єлюди-maidaners» з історіями простих людей, які відвідують Майдан. Проект увійшов до фіналу конкурсу онлайн-активізму The Bobs-2014 у двох номінаціях. Результатом цього проекту стала книга «Є люди. Теплі історії з Майдану». Сотні волонтерів перекладали ці розповіді на 17 мов.
Бердинських стала одинадцятою лауреаткою премії імені Олександра Кривенка «За поступ у журналістиці». В 2016-му році виграла конкурс Belarus in Focus. З 2016 року фіналістка конкурсу Української правди в категорії «Кращий спецрепортаж», в 2017 році фіналістка конкурсу «Честь професії» в категорії «Краща подача резонансного матеріалу».
На початку повномасштабного вторгнення Росії в Україну у 2022 році вирішила працювати в умовах воєнного стану. Її першим живим інтерв’ю стала розмова з послом Польщі та репортаж про дитячу лікарню «Охматдит». Далі Крістіна подорожувала країною, щоб звітувати про війну, наприклад, потрапила до деокупованої Бучі. Особливу увагу звернула на свідчення свідків.
У 2022 році стала однією зі 100 найбільш впливових та надихаючих жінок року за версією BBC.